# Goranboy (stad)
Goranboy is een stad in Azerbeidzjan en is de hoofdplaats van het district Goranboy.
De stad telt 6.800 inwoners (01-01-2012).